# 南東映劇場
南東映劇場（みなみとうえいげきじょう）は、愛知県豊橋市南栄町にあった映画館。東映の三番館であった。1959年（昭和34年）に開館し、1966年（昭和39年）に閉館した。座席数は270席。

## 歴史

### 南栄町の繁栄
南栄町は豊橋市中心部から約3.5km南に位置する町である。1908年（明治41年）には近隣に大日本帝国陸軍第15師団が設置されたが、第15師団は1925年（大正14年）に廃止された。
太平洋戦争後の1946年（昭和21年）には第15師団跡地に愛知大学が開学。国道259号線（田原街道）沿いに南栄商店街が完成し、1950年（昭和25年）には南栄町公民館が竣工。公民館は舞台・映写室・切符売場を備え、歌舞伎・芝居・映画などが上映された。当時の豊橋市南部には娯楽施設がなく、戸田劇団などの劇団が南栄町公民館を会場として有料公演を行ったという。婦人会などが主催して映画上映会が開催されたこともあったが、南東映の開館後には映画上映会の開催数が減っていった。南栄町公民館は1986年（昭和61年）に取り壊されている。
愛知大学の開学による学生の増加、高師原や天伯原の開拓による商圏の拡大、旧陸軍用地への市営住宅の建設などによって、1950年代以後の南栄地区は「豊橋の副都心」と呼ばれるほどの賑わいを見せた。1951年（昭和26年）には高師原に大日本紡績株式会社（現・ユニチカ）の大工場が建設され、約2,000人の従業員は南栄町に大きな経済効果を与えた。

### 南東映劇場の開館と閉館
1959年（昭和34年）12月、山本学によって東映の三番館として南東映劇場が開館した。近くにある大日本紡績などの紡績関連企業の従業員の来館を見込んだともいわれる。1963年（昭和38年）には東映作品に混じって洋画や大映作品も上映された。1960年（昭和35年）の豊橋市には南東映劇場を含めて計12館の映画館が存在した。
日本の映画館数は1960年（昭和35年）をピークに減少に転じた。1960年代初頭までは日用品を地元の店で購入する傾向が強かったが、高度成長期には自動車の普及などが理由で豊橋市中心部に買い物客が流れた。南東映劇場は1966年（昭和39年）12月にわずか7年で閉館した。

### 豊橋駅西側の映画館
南東映の閉館後、長らく豊橋駅の西側には映画館が存在しなかったが、1985年（昭和60年）には藤沢町のホリデイ・スクエアに2スクリーンを持つ「ホリディ・イン・シアター」が開館。この映画館は1995年（平成7年）頃に映画館としての営業を終えているが、1999年（平成11年）には同一敷地内に日本最大のスクリーン数を持つシネマコンプレックス「ユナイテッド・シネマ豊橋18」（開館時の名称はAMCホリデイ・スクエア18豊橋）が開館した。かつて南東映劇場が存在した場所は、現在はブックオフ豊橋店の駐車場となっている。

## 1960年の豊橋市にあった映画館
| 館名             | 所在地        | 営業年        | 備考             |
| ---------------- | ------------- | ------------- | ---------------- |
| 南東映劇場       | 南栄町        | 1959年-1966年 |                  |
| 第一東映         | 萱町          | 1945年-2000年 | 後の豊橋東映劇場 |
| 豊橋東宝劇場     | 広小路3丁目   | 1946年-1972年 |                  |
| 豊橋国際劇場     | 新本町        | 1946年-1961年 |                  |
| 豊橋松竹映画劇場 | 大橋通2丁目   | 1947年-2000年 |                  |
| メトロ劇場       | 松葉3丁目     | 1946年-1959年 |                  |
| 豊橋大劇場       | 松葉3丁目     | 1947年-1964年 |                  |
| 千歳劇場         | 駅前大通1丁目 | 1946年-1970年 |                  |
| 丸物会館         | 駅前大通1丁目 | 1950年-1997年 | 後の豊橋西武東宝 |
| 豊橋日活劇場     | 駅前大通1丁目 | 1955年-1963年 |                  |
| 豊橋銀座東映劇場 | 神明町        | 1956年-2000年 |                  |
| 二川銀映劇場     | 大岩町        | 1959年-1968年 |                  |

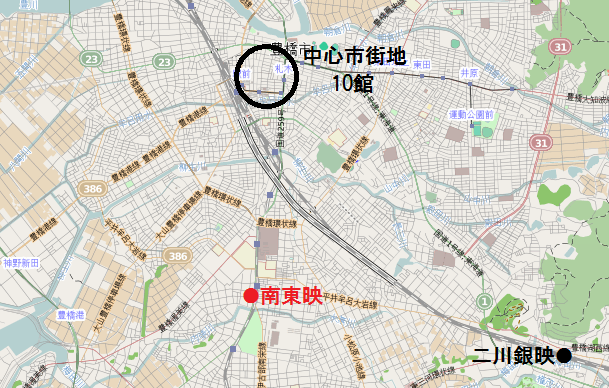
1960年の豊橋市にあった映画館

出典 : 『とよはしまちなかスロータウン映画祭十周年記念誌』